# Чавоши, Мохсен
Мохсе́н Чавоши́ (перс. محسن چاوشی‎; род. 25 июля 1979 (8 мордада 1358) в Хорремшехре) — современный иранский композитор и певец. Мохсен Чавоши — автор более 60 песен и 6 альбомов. Он также стал автором саундтрека к фильму «Сантури» (Дариуш Мехрджуи, 2007).

## Премии
Работы Мохсена Чавоши (в том числе саундтрек к фильму «Сантури») были отмечены рядом музыкальных и кинопремий, в частности, премией за лучшую музыку к фильму Международного кинофестиваля в Карачи (Пакистан).

## Некоторые альбомы
1. Nargese bimar (نرگس بیمار)
2. Lengeh Kafsh (لنگه کفش)
3. Mote’assefam (متاسفم)
4. Khodkoshi Mamnoo (خودکشی ممنوع)
5. Kaftareh Chahi (کفتر چاهی)
6. Aghebateh Eshgh (عاقبت عشق)
7. Ye Shakhe Niloofar (یه شاخه نیلوفر)